# Дубишкинское сельское поселение
Дубишкинское сельское поселение — упразднённое с 12 апреля 2010 года муниципальное образование в Мошенском муниципальном районе Новгородской области России.
Административным центром была деревня Дубишки.
Было образовано 11 ноября 2005 года, включило в себя территорию бывшего Дубишкинского сельского совета.

## Географическое положение
- Общая площадь:
- Нахождение: юго-восточная часть Мошенского района.
- Граничит:
  - с запада и северо-запада — с Ореховским сельским поселением
  - с севера — с Городищенским сельским поселением
  - с северо-востока — с Пестовским районом Новгородской области
  - с юга — с Лесным районом Тверской области

## Географические особенности
Ресурсная база полезных ископаемых района представлена месторождениями торфа, кирпичных глин, минеральных красителей, песчано-гравийного материала.

## Население
На территории земель сельского поселения в XX веке были расположены более 20 деревень: Бельково, Березовик, Высокое, Горницы, Дубишки, Ельцово, Жерновки, Исаиха, Исходово, Косиха, Нивка, Никулино, Новая, Олехово, Ореховка, Павлицево, Парыжиха, Плоское, Сидориха, Скоково, Смолины, Спорное, Хващёво.
На 2008 год в реестре состояло 13 населённых пунктов (деревень).
На 2014 год постоянные жители остались только в 3 населённых пунктах: Дубишки, Жерновки, Плоское.
Деревня Исходово снята с регистрации решением Новгородского облисполкома 23.12.1968 № 742.
Деревня Ельцово снята с регистрации решением Новгородского облисполкома 26.01.1976 № 46.
Деревня Бельково снята с регистрации решением Новгородского облисполкома 20.10.1986 № 388.
В соответствии, с решением Ореховского сельсовета № 186 от 28.08.2012 и Постановление Администрации Новгородской области от 29.11.2012 N 784 «О внесении изменений в Реестр административно-территориального устройства области» деревни Нивка, Никулино, Олехово, Ореховка, Смоляны — исключены из реестра населённых пунктов в связи с утратой ими признаков населенного пункта.
Число избирателей на июль 2005 года — 108. В летнее время численность населения значительно увеличивается за счёт притока дачников.

## Экономика
Ведущая отрасль экономики района — сельское хозяйство.
Мясо-молочное скотоводство.

### Основные предприятия
МУСХП «Дубишки»

### Транспорт
Основной вид транспорта — автомобильный.
Примерно в 100 километрах ближайшая железнодорожная станция — Боровичи.

## История
Деревня Парыжиха ведёт свою историю с обретения крестьянами свободы, с 1861 года. Однако ещё раньше по этой земле проходили литовцы, которые ехали с награбленным, и у болота под Пашинником, у них сломалась колесница, и золото стало тонуть в болоте. Точно неизвестно так ли это, возможно это просто легенда, которая сохраняется вот уже несколько веков.
Деревня Жерновки берёт своё начало от Кости Устиньина из Старой Руссы, земля эта была проиграна в карты. Жерновки в своё время подчинялись барину из усадьбы Петрово, Рейхелю. Жерновские мужики хотели вести своё хозяйство самостоятельно и отсудили у барина землю, правда, пришлось им заплатить цену большую равную одной корове. Однако барин решил «поприжать» жерновских мужиков и в 1913 году «выписал» эстонцев и дал им по 40 га земли. Эстонцы «зажали» русских: в лес за грибами и ягодами нельзя без разрешения, с нивы плати третий сноп. Это уж потом вышли из-под их власти, когда перемены в обществе стали происходить, и многие эстонцы были насильно выселены.

## Достопримечательности
В деревне Жерновки до 1944 года была часовня, но в результате политической атмосферы того времени, была разграблена и разобрана.
В деревне Дубишки до июня 2007 года действовал сельский клуб, библиотека, но в результате сильной грозы, здание клуба сгорело.